# Rezorcyna
Rezorcyna. rezorcynol (łac. Resorcinolum, Resorcinum), C6H4(OH)2 – organiczny związek chemiczny z grupy fenoli, w którym dwie grupy hydroksylowe są przyłączone do pierścienia benzenowego w pozycji meta.

## Właściwości fizykochemiczne
- Gęstość par: 3,8 (powietrze = 1)[6]
- Prężność pary nasyconej w funkcji temperatury:
  - lg(p) = A – B / (C+t) p[mmHg] t[C]
  - A: 7,88906
  - B: 2231,138
  - C: 169,288
- Granice wybuchowości:
  - dolna – 1,4% obj.[6]
  - górna – 9,8% obj.

## Działanie i zastosowanie w medycynie
Hamuje wydzielanie łoju. Udrażnia ujścia gruczołów łojowych i mieszków włosowych, wygładza drobne wgłębienia i blizny potrądzikowe, usuwa przebarwienia. W małych stężeniach (1–5%) działa rozmiękczająco na naskórek, w większych (5–15%) – umiarkowanie keratolitycznie, jeszcze większych (16–25%) – silnie keratolitycznie, a w stężeniu 40% – przyżegająco (pasta rezorcynowa). Wchodzi w skład leków stosowanych miejscowo w dermatologii o działaniu keratolitycznym i grzybobójczym, np. barwnika Castellaniego. Ponadto szeroko stosowana jako składnik roztworów stosowanych w zabiegach kosmetycznych, m.in. w płynie Jessnera.

Przykłady złożonych składów leków recepturowych:

PŁYN KERATOLITYCZNY (Stefania Jabłońska)
Rp.
Resorcini                                8,0
Spiritus Saponis kalini   ad 200,0
M.f.sol.

PASTA PRZYŻEGAJĄCA UNNY (Stefania Jabłońska)
(Pasta caustica Unna)
Rp.
Resorcini                40,0 ! 
Zinci oxydati           10,0
Adeps suillus   ad 100,0
M.f.pasta

## Inne zastosowania
Jest powszechnie stosowana jako substrat w syntezie organicznej (np. leków, klejów) i w produkcji żywic syntetycznych formaldehydowo-rezorcynolowych. Jest składnikiem farb do włosów, płynów do układania włosów.

## Zastosowanie historyczne
Do połowy XX wieku w niektórych krajach rezorcynę podawano doustnie jako środek odkażający w chorobach pasożytniczych, infekcjach bakteryjnych oraz w nieżycie jelit i żołądka, w dawce 300-1000 mg, najczęściej w opłatkach, rzadziej w wodnym roztworze z dodatkiem syropu pomarańczowego (w przypadku nieżytu żołądka). 